# Niterói Basquete Clube
O Niterói Basquete Clube é uma equipe de basquetebol sediada em Niterói, no estado do Rio de Janeiro, Brasil. Fundado no dia 27 de novembro de 2013 por Thiago Brani, o clube surgiu com o objetivo de fomentar o basquete na região e representar a cidade no cenário estadual e nacional.

## História
Inicialmente, o Niterói Basquete surgiu como um projeto social, utilizando uma praça pública em Piratininga para promover o esporte entre jovens. Com o tempo, o projeto evoluiu e, em 24 de janeiro de 2017, foi formalizado como clube esportivo.
Desde então, o clube tem se destacado por sua atuação em diversas categorias, desde o minibasquete até o adulto, participando de competições como o Campeonato Carioca de Basquete Masculino.

## Títulos
| PROFISSIONAL | PROFISSIONAL                      | PROFISSIONAL | PROFISSIONAL |
|              | Competição                        | Títulos      | Temporadas   |
| ------------ | --------------------------------- | ------------ | ------------ |
|              | Torneio Carioca Adulto            | 2            | 2018 e 2019  |
| SUB-18       |                                   |              |              |
|              | Competição                        | Títulos      | Temporadas   |
|              | Liga Super Basketball             | 1            | 2018         |
| SUB-16       |                                   |              |              |
|              | Competição                        | Títulos      | Temporadas   |
|              | Série Prata do Campeonato Carioca | 1            | 2024         |
| SUB-13       |                                   |              |              |
|              | Competição                        | Títulos      | Temporadas   |
|              | Série Prata do Campeonato Carioca | 1            | 2024         |